# Rochester International Classic 1997
La Rochester International Classic 1997, nona edizione della corsa e prima edizione con questa denominazione, valida come evento della Coppa del mondo di ciclismo su strada 1997, si svolse il 17 agosto 1997 su un percorso totale di circa 242 km. Fu vinta dall'italiano Andrea Tafi, che terminò la gara in 6h07'42" alla media di 39,49 km/h.
Alla partenza erano presenti 140 ciclisti dei quali 85 portarono a termine la gara.

## Ordine d'arrivo (Top 10)
| Pos. | Corridore           | Squadra        | Tempo    |
| ---- | ------------------- | -------------- | -------- |
| 1    | Andrea Tafi         | Mapei-GB       | 6h07'42" |
| 2    | Andrea Ferrigato    | Roslotto       | a 12"    |
| 3    | Gianluca Bortolami  | Festina-Lotus  | a 43"    |
| 4    | Stéphane Heulot     | Fran. des Jeux | s.t.     |
| 5    | Andrea Vatteroni    | Scrigno        | s.t.     |
| 6    | Maximilian Sciandri | Fran. des Jeux | a 49"    |
| 7    | Roberto Petito      | Saeco          | a 55"    |
| 8    | Daniele Nardello    | Mapei-GB       | s.t.     |
| 9    | Oleksandr Hončenkov | Roslotto       | s.t.     |
| 10   | Alberto Elli        | Casino         | s.t.     |